# Saula variipes
Saula variipes es una especie de coleóptero de la familia Endomychidae.

## Distribución geográfica
Habita en Indonesia y Malasia.